# 도쿄배우생활협동조합
도쿄배우생활협동조합(일본어: 東京俳優生活協同組合, 영어: Tokyo Actor's Consumer's Cooperative Society)은 1960년 5월에 설립된 일본의 연예 기획사이다. 일본예능매니지먼트사업자협회, 일본성우사업사협의회에 소속되어 있다. 약칭은 배협(일본어: 俳協)이다.

## 소속 배우 및 성우

### 남성
- 나카자와 마사토모
- 니시다 마사카즈
- 노세 이쿠지
- 데사키 타쿠야
- 마스오카 히로시
- 마츠모토 다이
- 사와키 이쿠야 (현 아트비전)
- 스와베 준이치
- 시게마츠 치하루
- 시마 우시오
- 시오야 후미요시
- 야마데라 코이치 (현 아크로스 엔터테인먼트)
- 에고시 아키노리
- 이구치 유이치
- 이케다 슈이치
- 조
- 츠다 에이조
- 카사마 쥰
- 카리노 쇼
- 카지와라 가쿠토
- 카미야마 타쿠조
- 쿠마가이 켄타로
- 키요카와 모토무
- 타나카 노부오
- 타쿠미 야스아키
- 타케토라
- 토치카 코이치
- 후루시마 키요타카
- 후타마타 잇세이

### 여성
- 나가노 아이
- 나카사토 노조미
- 나카가와 아키코
- 나카자와 미나
- 나카지마 사키
- 나츠키 리오
- 모모노 하루나
- 무라나카 토모
- 무라이 카즈사
- 무라카와 리에 (현 스테이 럭)
- 무타 아키코
- 미나가와 준코
- 미유키 사나에
- 미즈노 마리코
- 모로타 카오루
- 모리시타 라나
- 사사키 노조미
- 사사키 히토미
- 사와다 토시코
- 사카키바라 요시코 (현 콤비네이션)
- 사토 리나
- 스가야 야요이
- 스기모토 유우
- 스즈키 에리
- 시즈키 아즈사
- 아라카와 미호
- 아소 미요코
- 야나기사와 마유미
- 야마무라 히비쿠
- 야마카와 코토미
- 오리카사 후미코 (현 아토믹 몽키)
- 오오하라 사야카
- 와키 아즈미
- 우메자와 메구
- 우에다 하루미
- 이마이즈미 요코
- 이시카와 시즈카
- 이시카와 아야노
- 이치하라 유미
- 이케다 마사코
- 카호 나루미
- 케이쵸 유카
- 코모리 유리
- 쿄다 히사코
- 키무라 쥬리
- 타구치 히로코
- 타네자키 아츠미
- 타무라 나오
- 타이치 코토에
- 타자와 마스미
- 타카시마 가라
- 타카하시 미나미
- 토미나가 미이나
- 토미자와 미치에 (현 아오니 프로덕션)
- 하기와라 에미코
- 하나이와 카나
- 하라시마 아카리
- 호시타니 미오